# Kongō (1913)
El Kongō (金剛?) fue un buque de guerra de la Armada Imperial Japonesa durante la Primera y la Segunda Guerra Mundial. Fue el primer crucero de batalla de la clase Kongō y uno de los barcos más fuertemente armados en la época de su construcción. Nombrado en honor del monte Kongō en la prefectura de Osaka, el barco fue puesto en grada el 17 de enero de 1911 y su construcción se realizó en el Reino Unido, siendo el último buque capital construido fuera de Japón. Fue entregado formalmente el 16 de agosto de 1913 y su participación en la Primera Guerra Mundial se limitó a patrullar las costas de China y entregar apoyo al ejército nipón. 
El Kongō se sometió a dos reconstrucciones importantes. La primera comenzó en 1929, cuando fue convertido en un acorazado tras fortalecer su blindaje y mejorar su velocidad y potencia. En 1935, la superestructura fue completamente remodelada y su velocidad se incrementó. Al ser lo suficientemente rápido como para acompañar a la creciente flota japonesa, fue reclasificado como acorazado rápido. Durante la segunda guerra sino-japonesa, el Kongō operó en la costa china y entregó apoyo a las tropas, antes de ser desplegado en la 3.ª División de Acorazados en 1941. 
En el teatro del Pacífico durante la Segunda Guerra Mundial, el Kongō participó en un gran número de acciones navales. En 1942 cubrió los desembarcos anfibios del ejército japonés en el sudeste de Asia, antes de enfrentarse a las fuerzas estadounidenses en la batalla de Midway y la campaña de Guadalcanal. Salió numerosas veces a responder los bombardeos que los portaviones norteamericanos realizaban en las bases japonesas dispersas por el Pacífico. En 1944 participó en la batalla del Mar de Filipinas y en la batalla del Golfo de Leyte, en la que hundió algunos buques aliados. El Kongō fue torpedeado y hundido por un submarino estadounidense mientras pasaba por el estrecho de Formosa, el 21 de noviembre de 1944. Fue el único acorazado japonés hundido por un submarino durante la guerra y el último acorazado hundido por un submarino en la historia.

## Diseño y construcción
El Kongō fue el primero de los cuatro cruceros de batalla de la clase Kongō, que junto con sus buques gemelos —el Hiei, el Kirishima y el Haruna— eran casi tan grandes, costosos y bien armados como acorazados, pero con un menor blindaje que les permitía alcanzar velocidades más altas. Fueron ordenados el año 1910 por un proyecto de expansión naval y su diseño estuvo a cargo del ingeniero naval británico George Thurston. Su diseño obedecía a las capacidades estándares que tenían los cruceros de las potencias navales de la época, de hecho, se les comparó con el acorazado británico HSM Erin. Su armamento pesado, cañones navales de 360 mm y su blindaje —que ocupaba cerca del 23,3% de sus 30 000 toneladas largas de desplazamiento—, era muy superior al de cualquier otro buque capital japonés de la época.
La Vickers Shipbuilding Company puso la quilla del barco en grada el 17 de enero de 1911, en el astillero de Barrow-in-Furness, en el Reino Unido. Bajo el contrato de Japón con Vickers, el primer buque de la clase fue construido en el Reino Unido, mientras que los otros tres se construyeron en Japón. El Kongō fue botado el 18 de mayo de 1912 y trasladado a los astilleros de Portsmouth, donde comenzó a ser equipado a mediados de ese año. Todas las partes usadas en su construcción fueron hechas en el Reino Unido y fue completado el 16 de agosto de 1913.

### Armamento
La batería principal del Kongō consistió en ocho cañones navales de 360 mm montados en cuatro torretas dobles, dos a proa y dos a popa. La Oficina de Inteligencia Naval de Estados Unidos comparó las torretas como "similares a las torretas británicas de 380 mm", pero con mejoras en la duración del flash. Cada uno de sus cañones principales podía disparar obuses de de alto poder explosivo o perforantes a una distancia de 35 km, con una velocidad de disparo cercana a dos proyectiles por minuto. De acuerdo a la doctrina japonesa de desplegar los buques más poderosos antes que sus adversarios, el Kongō y sus buques gemelos fueron los primeros en ser equipados con cañones de 360 mm. Sus cañones principales llevaban munición para 90 disparos, con una vida útil de aproximadamente 250 a 280 disparos. En 1941 se añadieron distintos tintes al armamento perforante de los cuatro buques para distinguir los objetivos alcanzados, así, el tinte del Kongō era de color rojo.
La batería secundaria originalmente consistía en 16 cañones de 150 mm montados en casamatas individuales al centro del barco, ocho cañones de 74 mm y ocho tubos torpederos sumergidos de 530 mm. Sus cañones de 150 mm eran capaces de disparar cinco a seis veces por minuto, con una vida útil de aproximadamente 500 disparos. Estos cañones eran capaces de disparar tanto proyectiles antibuques como antiaéreos, aunque su posición hacía poco práctico este último tipo de disparo. Durante su segunda reconstrucción, los viejos cañones de 74 mm fueron retirados y remplazados por ocho cañones de 130 mm. Estos cañones podían disparar de ocho a catorce veces por minuto, con una vida útil de 800 a 1500 disparos. De los cañones del Kongō, los de 130 mm tenían la más amplia variedad de obuses: antiaéreos, antibuques y de iluminación. También fue armado con un gran número de ametralladoras antiaéreas de 25 mm. En octubre de 1944, el armamento secundario del buque se cambió por ocho cañones de 150 mm, ocho cañones de 130 mm y 122 cañones automáticos Tipo 96 25 mm.

## Historia de servicio

### Crucero de batalla

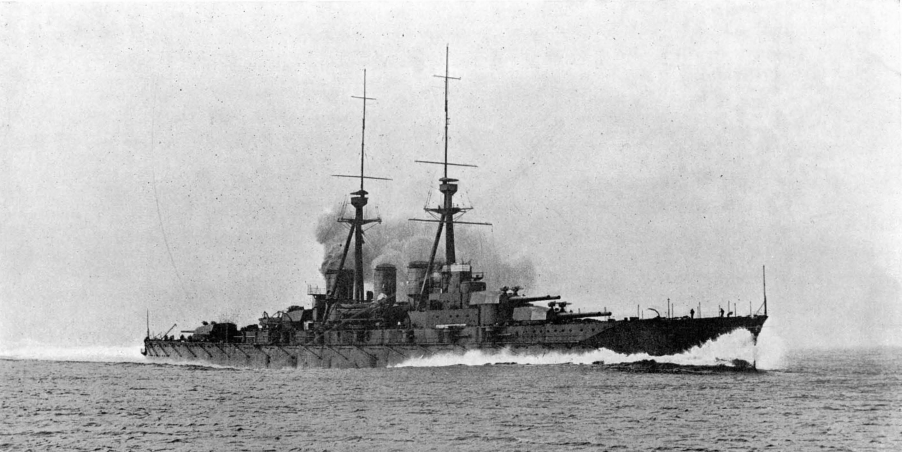
El Kongō como crucero de batalla, antes de ser reclasificado como acorazado rápido.

El buque fue completado y asignado a la Armada Imperial Japonesa el 16 de agosto de 1913, y doce días después salió de Portsmouth en dirección a Japón. Luego de atracar en Singapur unos días, llegó al arsenal naval de Yokosuka, donde se le puso en Primera Reserva. En 1914, una vez desatada la Primera Guerra Mundial en occidente, Japón le envió una advertencia al káiser Guillermo II de Alemania para que retirase las tropas de su base en Tsingtao, China. Cuando el Imperio alemán no respondió, Japón le declaró la guerra y ocupó las antiguas posesiones alemanas en las islas Carolinas, Palau y las islas Marianas. El Kongō fue rápidamente desplegado al Pacífico central para patrullar las líneas de comunicación marítimas de los alemanes. Regresó a Yokosuka en septiembre, y un mes después fue asignado a la 1.ª División de Acorazados. En octubre, el Kongō y su gemelo, el Hiei, incursionaron las costas chinas para dar apoyo a las unidades niponas durante el asedio de Tsingtao. Luego de esto se dirigió al puerto de Sasebo para mejorar sus focos reflectores. El 3 de octubre de 1915, los dos buques participaron en el hundimiento del viejo Imperator Nikolai I, un pre-dreadnought ruso que había sido capturado en 1905 durante la guerra ruso-japonesa y que en esta ocasión había sido utilizado como blanco de tiro. Cuando la Marina Real Británica derrotó al Escuadrón Alemán de Asia Oriental en la batalla de las Malvinas se hicieron poco necesarias las operaciones de la Armada japonesa en el Pacífico y el Kongō pasó el resto de la guerra en Sasebo o patrullando las costas chinas. En diciembre de 1917, una vez terminadas las hostilidades de la guerra, el barco pasó a la Segunda Reserva. En abril de 1919 se le equipó con un nuevo sistema de control de inundaciones en el almacén del armamento.
Tras la Primera Guerra Mundial y la firma del Tratado Naval de Washington en 1922, el tamaño de la Armada Imperial Japonesa se limitó considerablemente, pues se estableció una proporción de 5:5:3 entre los buques capitales del Reino Unido, Estados Unidos y Japón, ya que a diferencia de los dos primeros este último era responsable de solo un océano. El tratado también prohibió a los signatarios construir nuevos buques capitales hasta 1931, sin que estos excedieran las 35 000 toneladas de desplazamiento. A los ya existentes se les permitió mejorarse con protecciones antitorpedos y cubiertas blindadas, siempre y cuando las nuevas adiciones no excedieran las 3000 toneladas de desplazamiento. Para cuando el tratado se había aplicado por completo en Japón, solo quedaban activas tres clases de buques de la Primera Guerra Mundial: los acorazados de clase Ise y Fusō y los cruceros de batalla de clase Kongō.
En abril de 1923, el Kongō transportó al emperador Hirohito durante su visita oficial a Taiwán, que en ese entonces era posesión japonesa. En noviembre del año siguiente atracó en Yokosuka, donde se le realizaron modificaciones en el armamento, se aumentó la elevación de los cañones principales y se mejoró la dirección de tiro. En 1927 se sometió a importantes modificaciones en la superestructura, que se reconstruyó en un mástil tipo pagoda para dar cabida al creciente número de sistemas de dirección en los cañones. En 1928 se le mejoró el mecanismo de dirección, antes de ser puesto en reserva para su siguiente reconstrucción.

### Reconstrucción en acorazado

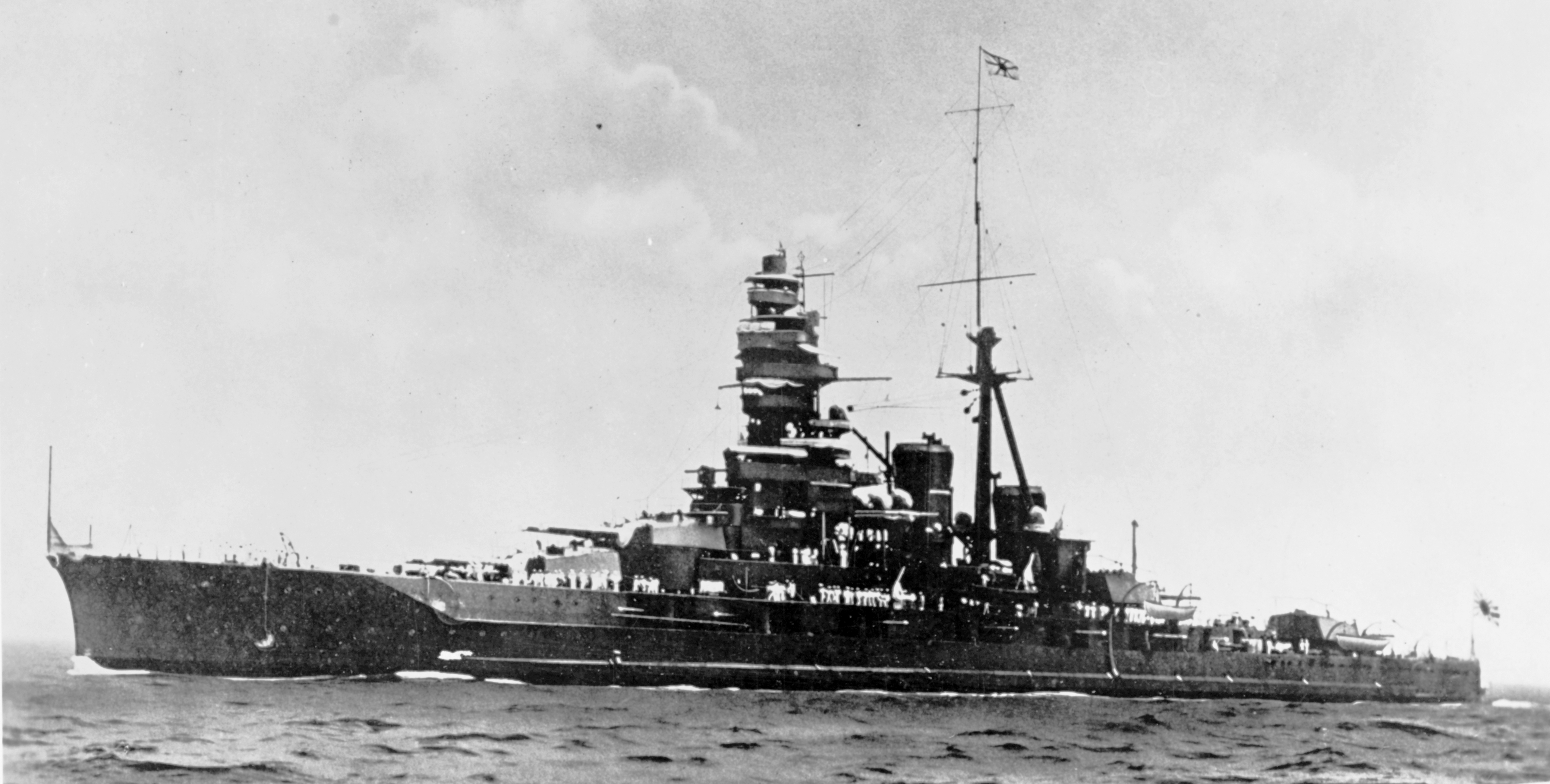
El Kongō en 1931, después de su primera reconstrucción.

Con la prohibición de construir un nuevo buque capital hasta 1931, Japón recurrió a mejorar sus acorazados y cruceros ya existentes. Desde septiembre de 1929 el Kongō se sometió a una amplia modernización y modificación en el dique seco del arsenal de Yokosuka. Durante los siguientes dos años se fortaleció el blindaje horizontal cercano al almacén de municiones y a las áreas de maquinarias se les protegió de mejor forma contra los torpedos. También se le añadieron protecciones a lo largo de la línea de flotación, tal como lo permitía el Tratado de Washington. Se hicieron reajustes para acomodar tres hidroflotadores Tipo 90 Modelo 0, pero no se instalaron catapultas. Para aumentar la velocidad y poder, se remplazaron las 36 calderas Yarrow por dieciséis calderas nuevas y turbinas Brown-Curtis de dirección directa. La chimenea delantera se retiró y su segunda chimenea se agrandó y alargó. Las modificaciones en el casco aumentaron el peso del blindaje de 6502 a 10 313 toneladas largas, lo que claramente violaba los términos del tratado. En marzo de 1931, el Kongō —ahora capaz de alcanzar una velocidad de 29 nudos (54 km/h)— se reclasificó como acorazado.
El 22 de abril de 1930, Japón firmó el Tratado Naval de Londres, que impuso nuevas restricciones a las fuerzas navales de los signatarios. Varios de los viejos acorazados se desecharon y no se construyeron nuevos buques capitales como reemplazos. Después de un pequeño trabajo de equipamiento, en marzo de 1931 la reconstrucción del Kongō se declaró finalizada. En diciembre de ese año, dos meses antes de la invasión japonesa de Manchuria, el buque se asignó a la 1.ª División de Acorazados y se designó buque insignia de la Flota Combinada. En enero de 1932 se adicionaron telémetros y focos reflectores en la superestructura, y en diciembre, el capitán Nobutake Kondō asumió el mando del buque. En 1933 se le instalaron catapultas entre las dos torretas traseras.
El 25 de febrero de 1933, después del informe realizado por la Comisión Lytton, la Sociedad de Naciones acordó que la invasión de Japón había violado la soberanía china sobre su territorio. Al negarse a aceptar este juicio, Japón se retiró del organismo ese mismo día, y al mismo tiempo, abandonó los tratados de Washington y Londres, por lo que se liberó de todas las restricciones sobre el tamaño y potencia de sus buques. En noviembre de 1934, el Kongō pasó a Segunda Reserva para recibir más modificaciones. Al año siguiente, el agregado naval de la Alemania nazi en Japón, el capitán Paul Wenneker, visitó el buque como parte de una demostración de artillería.

### Acorazado rápido
El 1 de junio de 1935 el Kongō regresó a Yokosuka. Se le puso en dique seco para que las nuevas modificaciones le permitieran escoltar una flota de portaaviones cada vez más grande. La popa se alargó 7,9 metros para mejorar la relación de finura y las dieciséis calderas viejas se retiraron y remplazaron por once calderas Kampon a petróleo y nuevas turbinas Parsons. Además, el puente fue reconstruido por completo según el estilo de mástil tipo pagoda y se añadieron catapultas para soportar tres hidroaviones de reconocimiento Nakajima E8N Dave o Kawanishi E7K Alf.
El blindaje también se mejoró. El cinturón blindado aumentó su espesor a 203 mm y también se añadieron mamparos divisorios —que oscilaban entre los 127 y 203 mm— para reforzarlo. Las casamatas se reforzaron a 254 mm, se añadieron 102 mm a partes del blindaje de la cubierta y la protección en el almacén de municiones se reforzó con el mismo grosor. Esta reconstrucción finalizó en enero de 1937, y al ser capaz de alcanzar los 30 nudos (56 km/h) —a pesar del significativo aumento en su desplazamiento—, el Kongō fue reclasificado como acorazado rápido.
En febrero de 1937, se le asignó al Distrito Naval de Sasebo y en diciembre quedó bajo el mando de Takeo Kurita en la 3.ª División de Acorazados. Entre 1938 y 1939, durante la segunda guerra sino-japonesa, el Kongō proporcionó apoyo a las tropas japonesas. En abril de 1938, dos de sus hidroaviones bombardearon la ciudad de Fuzhou y en noviembre de 1939 el capitán Raizō Tanaka asumió el mando. Entre noviembre de 1940 y abril de 1941 se reforzó el blindaje de las barbetas y los tubos de munición, mientras que la ventilación y el equipo contra incendios también se mejoró. En agosto de 1941 fue asignado a la 3.ª División y quedó bajo el mando del vicealmirante Gunichi Mikawa junto a sus gemelos, el Hiei, el Kirishima y el Haruna, que también habían sido completamente modificados.

### Primeros servicios en la guerra

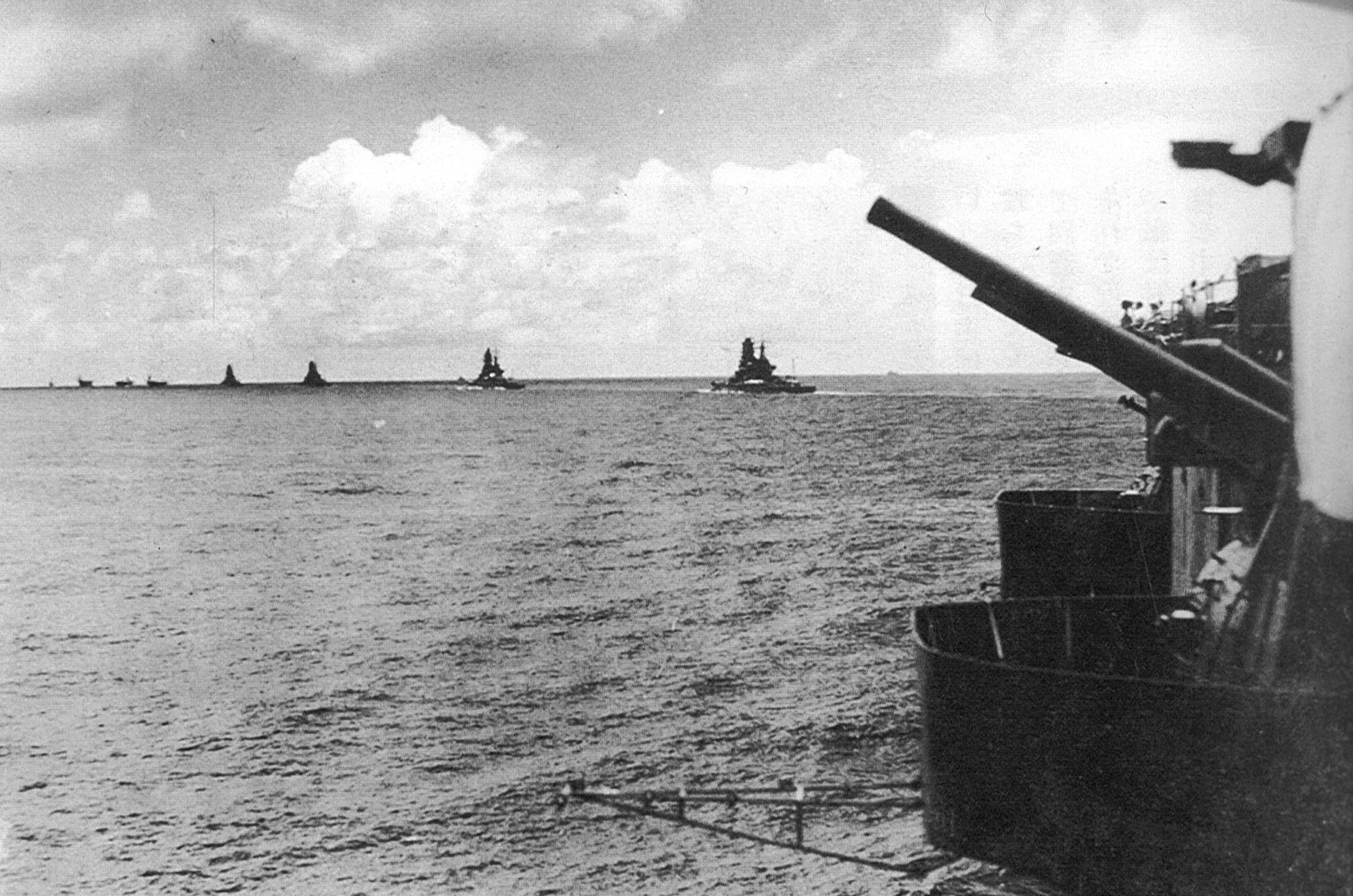
Fotografía tomada desde el portaviones en mazo de 1942, en la que puede apreciarse parte de la flota japonesa en el océano Índico. En la línea de buques que se ve al fondo, el Kongō es el primero de derecha a izquierda.

El Kongō y el Haruna salieron del fondeadero de Hashirajima el 29 de noviembre de 1941 para participar en la guerra del Pacífico como parte del cuerpo principal de la Fuerza Sur, cuyo mando estaba bajo el vicealmirante Nobutake Kondō. El 4 de diciembre de 1941 la flota llegó a las costas de Tailandia y Malasia, donde se preparó para la invasión de la región que comenzó cuatro días más tarde. Cuando la Fuerza Z de los británicos —compuesta por el acorazado HMS Prince of Wales y el crucero HMS Repulse— fue derrotada rápidamente por las aeronaves japonesas, el grupo del Kongō se retiró a aguas malayas. Días más tarde el grupo se dirigió a la bahía de Cam Ranh, en Indochina, y desde allí salió a proteger un convoy de refuerzos que iba en dirección a Malasia y a cubrir el desembarco del ejército japonés en el golfo de Lingayen, en las Filipinas. Tras encontrase frente a la costa de Luzón, cerca del banco Macclesfield, el grupo regresó a Cam Ranh el 24 de diciembre.
En enero de 1942, el Kongō y los cruceros pesados Takao y Atago proporcionaron apoyo a distancia a los ataques aéreos sobre la isla de Ambon. El 21 de febrero, el Kongō se unió al Haruna y otras embarcaciones —entre ellas cuatro portaviones, cinco cruceros pesados y numerosos barcos de apoyo— en preparación a la Operación J, la invasión japonesa de las Indias Orientales Neerlandesas. Cuatro días después, la 3.ª División de Acorazados proporcionó apoyo a los ataques aéreos sobre la isla de Java. El 7 de marzo, el buque bombardeó la isla de Navidad, frente a la costa occidental de Australia, y desde allí se dirigió a la bahía Staring, en Célebes, donde quedó a espera de una nueva misión. Como parte de la incursión del Océano Índico, en abril el Kongō participó en los ataques a las ciudades de Colombo y Trincomalee en la isla de Ceilán. Después de que se hundieran los cruceros pesados HMS Dorsetshire y HMS Cornwall, el 5 de abril de 1942, el grupo que participó en la incursión se movió al sudoeste para ubicar al resto de la flota británica, que estaba bajo el mando del almirante James Somerville. El 9 de abril un ataque aéreo japonés hundió el portaviones HMS Hermes y el Kongō fue atacado sin éxito por nueve bombarderos británicos. Como resultado de la incursión se paralizó la capacidad ofensiva de la Flota Oriental, las fuerzas navales británicas fueron expulsadas del océano Índico y las tropas aliadas en Birmania quedaron sin apoyo. Tras esto, la 3.ª División de Acorazados regresó a Japón. El Kongō llegó a Sasebo el 22 de abril, y al día siguiente fue puesto en dique seco para cambiar su armamento antiaéreo.
El 27 de mayo de 1942, bajo el mando del almirante Nobutake Kondō, el Kongō, el Hiei y los cruceros pesados Atago, Chōkai, Myōkō, y Haguro salieron de Hashirajima para participar de la Batalla de Midway, librada entre el 4 y el 7 de julio. Luego del desastroso resultado que tuvo este enfrentamiento para los japoneses, en el que perdieron cuatro de sus portaviones, la fuerza operativa de Kondō tuvo que retirarse a Japón. El 14 de julio fue designado buque insignia de la reestructurada 3.ª División y en agosto, se le puso en el dique seco de Kure, donde le añadieron telémetros y un radar Tipo 21 de búsqueda aérea y de superficie. En septiembre, el Kongō y sus gemelos, tres portaviones y algunos buques más pequeños, salieron a responder el desembarco anfibio que el Cuerpo de Marines de los Estados Unidos realizó en la isla de Guadalcanal, en las islas Salomón. El 20 de septiembre, al grupo se le ordenó regresar a la base naval del atolón Truk.
Después de la batalla del cabo Esperanza el ejército japonés optó por reforzar sus tropas en Guadalcanal. Para proteger su convoy de transporte, el almirante Isoroku Yamamoto envió al Kongō y al Haruna, escoltados por un crucero ligero y nueve destructores, a atacar la base aérea estadounidense de Campo Henderson. Gracias a sus altas velocidades, los dos acorazados podían bombardear el aeródromo y retirarse antes de ser atacados por los aviones basados en tierra o en portaaviones. La noche del 13 al 14 de octubre los acorazados bombardearon el área del Campo Henderson con 973 proyectiles de alto poder explosivo a una distancia de 15 kilómetros. En la más exitosa acción de un acorazado japonés en la guerra, el bombardeo dañó ambas pistas de aterrizaje, acabó con casi todo el combustible de la aviación norteamericana, destruyó 48 de los 90 aviones de guerra dispuestos y mató a 41 infantes de marina. Un gran contingente de tropas y suministros japoneses llegó a Guadalcanal al día siguiente.
El 26 de octubre de 1942, durante la batalla de las islas Santa Cruz, el Kongō fue atacado por cuatro torpederos Grumman TBF Avenger, pero no recibió impactos. A mediados de noviembre, este y otros buques de guerra proporcionaron apoyo a distancia en la infructuosa misión que pretendió bombardear por segunda vez el Campo Henderson y entregar más refuerzos a la isla. El 15 de noviembre de 1942, tras la derrota japonesa y el hundimiento del Hiei y el Kirishima en la batalla naval de Guadalcanal, la 3.ª División de Acorazados regresó a Truk, donde permaneció por el resto de 1942.

### Movimiento entre bases

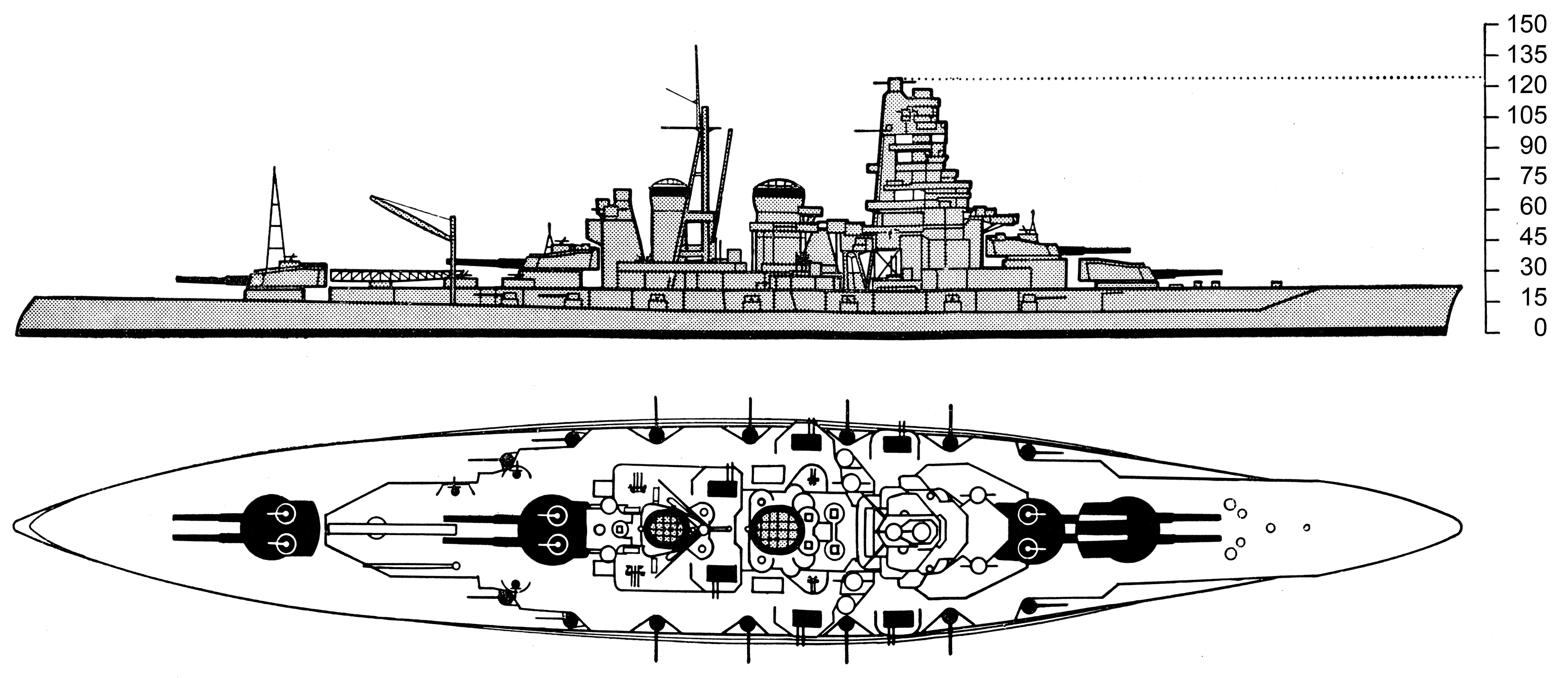
Diagrama de la Oficina de Inteligencia Naval de los Estados Unidos, del año 1944 o 1945, en el que se representa el acorazado de clase Kongō.

Durante 1943 el Kongō no se enfrentó a objetivos enemigos. A fines de enero de ese año participó en la Operación Ke, como apoyo para los destructores que estaban evacuando las tropas de Guadalcanal. Del 15 al 20 de febrero, la 3.ª División de Acorazados fue transferida desde Truk a la base en Kure. El 27 de febrero fue puesto en dique seco, donde se le mejoró el armamento antiaéreo, se añadieron dos baterías triples de 25 mm, se eliminaron dos de sus torretas de 152 mm y se agregó protección de concreto cerca del mecanismo de dirección. El 17 de mayo, en respuesta al desembarco estadounidense en Attu, se formó una poderosa flota con la intención de evitar la recaptura de la isla. En este grupo se encontraba el Kongō, el Musashi, el Haruna, el portaviones Hiyō, dos cruceros y nueve destructores. Tres días más tarde, el submarino USS Sawfish localizó a este grupo en el radar, pero no fue capaz de atacarlo. El 22 de mayo, la flota llegó a Yokosuka, donde se le unieron tres portaviones y dos cruceros ligeros, pero cuando la isla de Attu cayó ante el ejército estadounidense tuvo que disolverse, antes de que hayan sido terminados los preparativos para un contraataque.
El 17 de octubre de 1943, el Kongō se unió a un gran grupo de combate —en el que había cinco acorazados, tres portaviones, ocho cruceros pesados, tres cruceros ligeros y varios destructores— que salió a responder los ataques estadounidenses sobre la isla Wake. No hubo contacto entre las dos fuerzas y el grupo regresó a Truk el día 26. Pronto dejaron el atolón para dirigirse a Japón, y el 16 de diciembre, el Kongō atracó en Sasebo para ser reparado y entrenar en el mar interior de Seto.

### Combate y pérdida

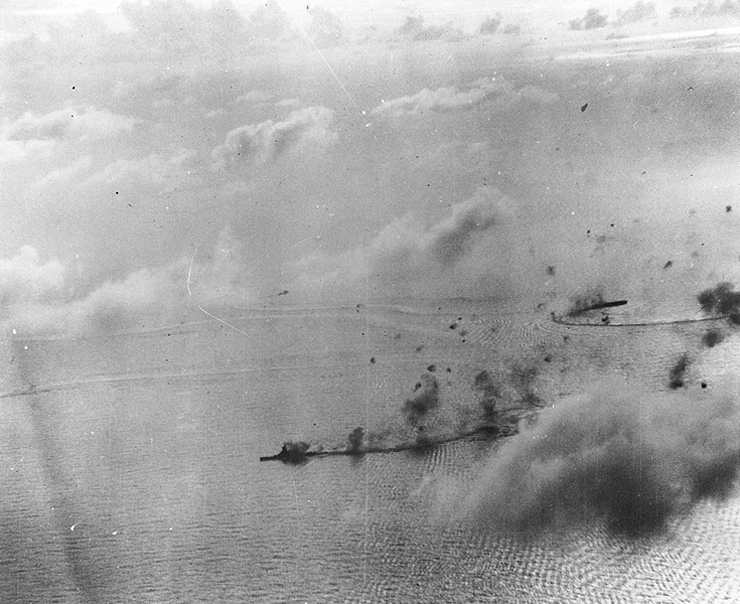
El Kongō bajo ataque durante la batalla del Mar de Filipinas, el 20 de junio de 1944.

En enero de 1944, el Kongō fue puesto en dique seco para mejorar su equipo antiaéreo. Cuatro cañones de 152 mm y un par de baterías dobles de 25 mm se retiraron y se remplazaron por cuatro cañones de 127 mm y cuatro baterías triples de 25 mm. La 3.ª División de Acorazados dejó la base de Kure el 8 de marzo y seis días después llegó a Lingga, donde permaneció entrenando hasta el 11 de mayo. Ese día, el Kongō y la Flota Móvil del almirante Jisaburo Ozawa abandonaron la isla en dirección a Tawi-Tawi, donde se unieron a la Fuerza C del vicealmirante Takeo Kurita. El 13 de junio, la flota de Ozawa dejó Tawi-Tawi para dirigrse a las islas Marianas. Durante la batalla del Mar de Filipinas, el Kongō escoltó a los portaviones japoneses y no sufrió daños en los contrataques de la aviación estadounidense. Cuando regresó a Japón, trece baterías triples y cuarenta baterías dobles de 25 mm se añadieron al armamento antiaéreo, para un total de más de cien. En agosto se retiraron otros dos cañones de 152 mm y se instalaron otros dieciocho afustes individuales.
En octubre de 1944, el Kongō dejó Lingga en preparación de la Operación Sho 1, el contrataque japonés durante la batalla del Golfo de Leyte, uno de los mayores enfrentamientos navales de la historia. El 24 de octubre, durante la batalla del Mar de Sibuyán, fue atacado por las aeronaves de los portaviones estadounidenses, pero no recibió impactos. Al día siguiente, durante la batalla de Samar —como parte de la Fuerza Central del almirante Kurita— se enfrentó al «Taffy III», un pequeño grupo compuesto por seis portaaviones de escolta, tres destructores grandes y cuatro destructores de escolta. Muchos de sus disparos acertaron en el portaviones USS Gambier Bay, así como en los destructores USS Hoel y USS Heermann. A las 9:12 hundió al destructor de escolta USS Samuel B. Roberts. Después de una feroz acción defensiva de los barcos estadounidenses, que hundieron tres cruceros pesados japoneses, el almirante Kurita decidió retirarse, lo que puso fin a la batalla. Mientras se retiraban, el Kongō sufrió daños por cinco impactos de un ataque aéreo. La flota llegó a Brunéi el 28 de octubre.
El 16 de noviembre, después de una incursión aérea estadounidense en Brunéi, el Kongō, el Yamato, el Nagato y el resto de la Primera Flota se dirigieron a Kure para reorganizar el grupo y reparar los daños de la batalla. Camino a Japón, el 20 de noviembre entraron al estrecho de Formosa y poco después de la medianoche del 21 de noviembre, el submarino  USS Sealion detectó en su radar a la flota, a una distancia de 40 kilómetros. A las 02:45 el Sealion hizo su maniobra de ataque y once minutos más tarde disparó seis torpedos de proa al Kongō, seguidos por tres torpedos de popa al Nagato. A las 03:01 el submarino presenció como dos de los torpedos impactaron al Kongō a babor, mientras que un tercer torpedo hundió al destructor Urakaze con toda su tripulación. Las salas de calderas 6 y 8 comenzaron a inundarse, pero a pesar de los daños el buque aun podía avanzar a 16 nudos (30 km/h). A las 05:00 su velocidad disminuyó a 11 nudos (20 km/h) y se le permitió retirarse de la flota y dirigirse al puerto de Keelung junto a los destructores Hamakaze e Isokaze como escolta.
A menos de 15 minutos de separarse de la flota, su escora alcanzó los 45° y la inundación se hizo incontrolable. A las 5:18 el barco perdió toda su potencia y se dio la orden de abandonarlo. A las 5:24, mientras se realizaba la evacuación, uno de los depósitos de municiones explotó y el barco se hundió rápidamente junto a 1200 hombres de la tripulación, incluyendo el comandante de la 3.ª División de Acorazados y el capitán. Los destructores Hamakaze e Isokaze lograron rescatar a 237 supervivientes. El Kongō se hundió a 110 metros de profundidad a aproximadamente 102 kilómetros al noreste de Keelung. Fue el único acorazado japonés hundido por un submarino durante la guerra y el último acorazado hundido por un submarino en la historia.

### Buques similares
- Hiei
- Haruna
- Kirishima